# Symphlebia abdominalis
Symphlebia abdominalis är en fjärilsart som beskrevs av Herrich-Schäffer 1855. Symphlebia abdominalis ingår i släktet Symphlebia och familjen björnspinnare. Inga underarter finns listade i Catalogue of Life.